# اتین کارژا

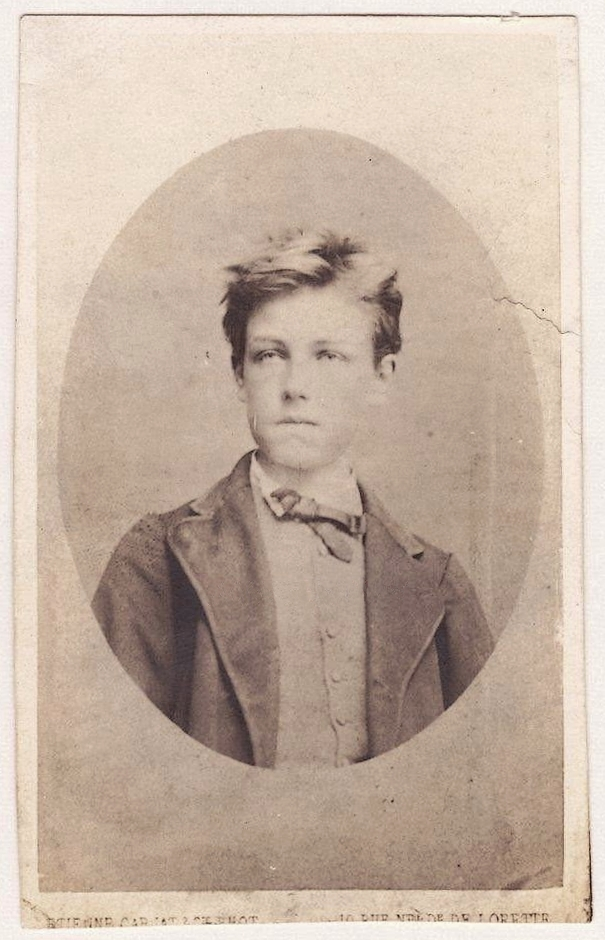
آرتور رمبو: کارت ویزیت (۱۸۷۱) توسط اتین کرجا ایجاد شده و آدرس استودیوی آن در پایین صفحه نمایان است.

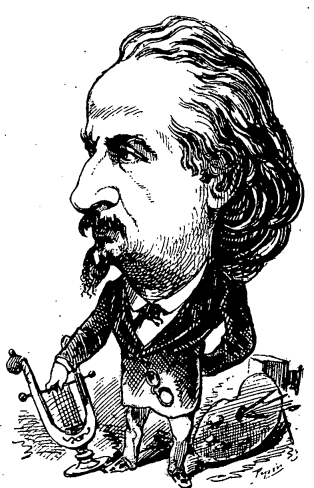

اتین کرجا (به فرانسوی: Étienne Carjat) زاده ۲۸ مارس ۱۸۲۳ در فرن و درگذشته ۹ مارس ۱۹۰۶ در پاریس، روزنامه‌نگار، کاریکاتوریست، عکاس، شاعر، نویسنده، نقاش قرن نوزدهم فرانسه بود. شهرت او بیشتر برای ایجاد پرتره‌های شخصیت‌های سیاسی، ادبی و هنری فرانسه است. پرتره آرتور رمبو در سال ۱۸۷۱ از معروفترین آثار اوست. پرتره شارل بودلر، الکساندر دوما و هکتور برلیوز از دیگر آثار معروف او به حساب می‌آیند. در سال ۱۸۶۱ اتین کرجا ۳۳ ساله در پاریس کارگاه خود را به راه انداخت که پس از چندی دفتر روزنامه لو بلوار (به فرانسوی: Le Boulevard) با همکاری شارل بودلر می‌شود. انگاره زندگینامه‌ها (به فرانسوی: Croquis biographiques (1858)) اثر انتشار یافته اوست.

## اشعار
- مگس‌های سبز، طنز (۱۸۶۸)
- مردم، مواظب خودتان باشید (۱۸۷۵)
- هنرمند و شهروند (۱۸۸۳)

## عکس‌ها و کاریکاتورها

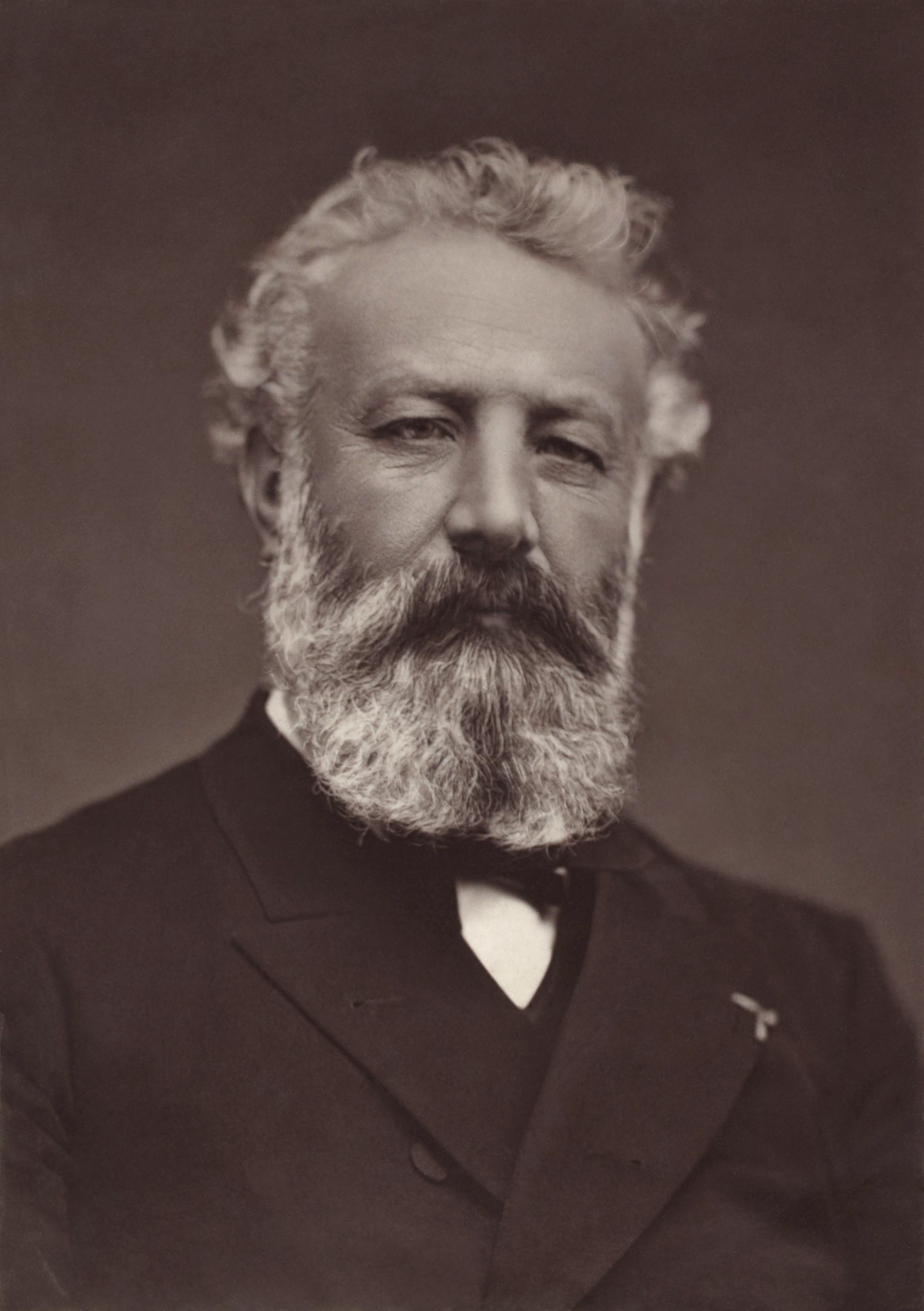
ژول ورن
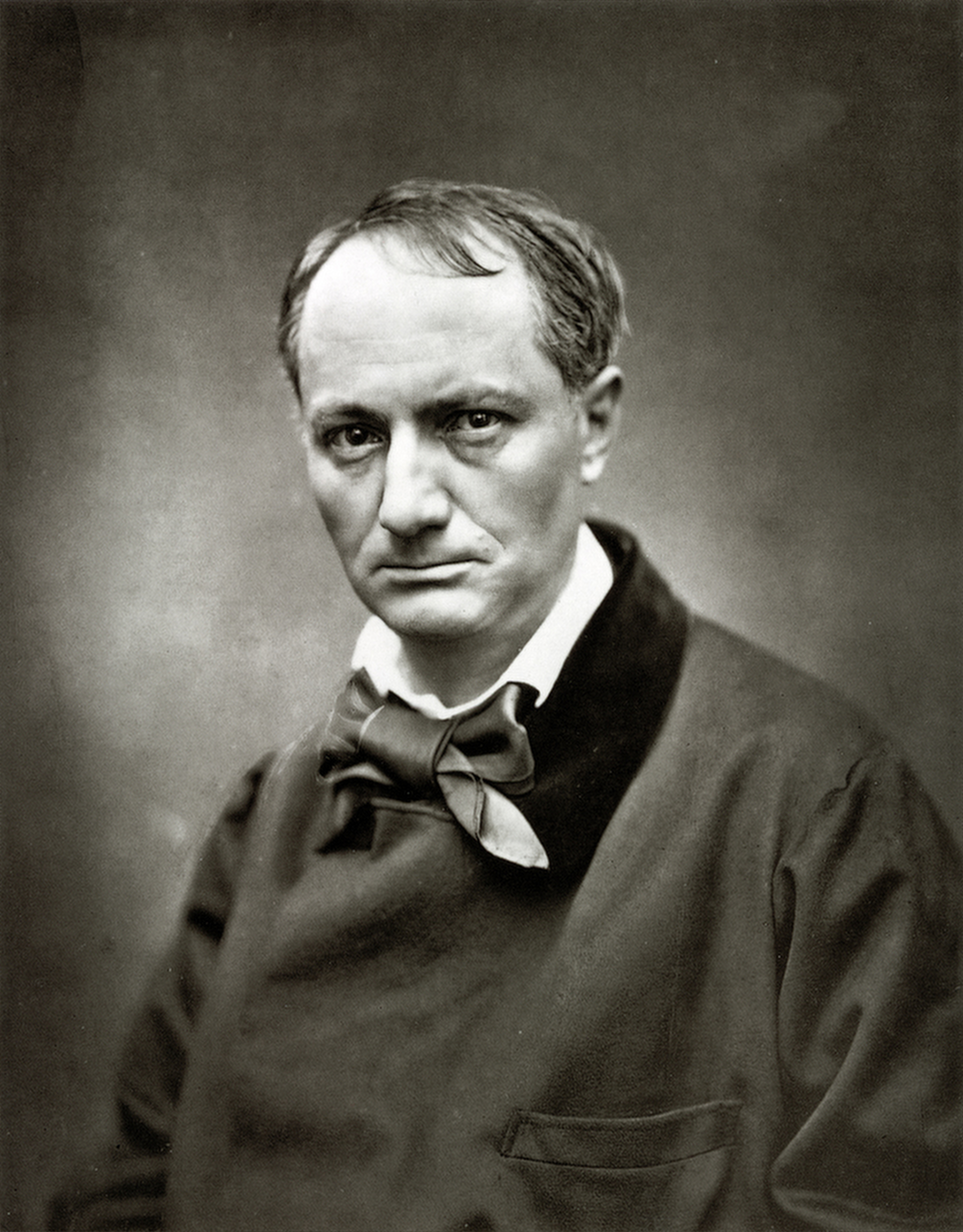
شارل بودلر
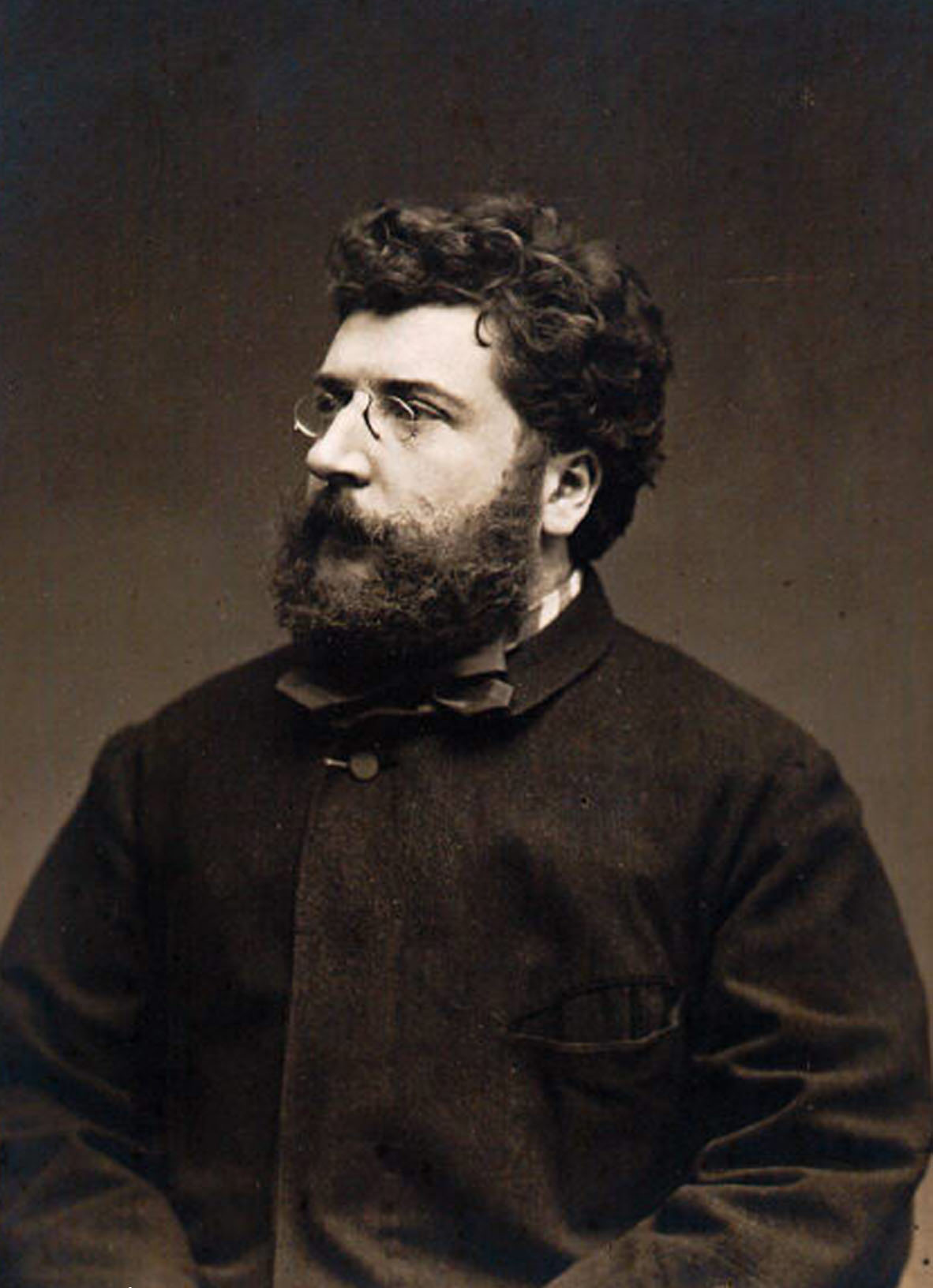
ژرژ بیزه
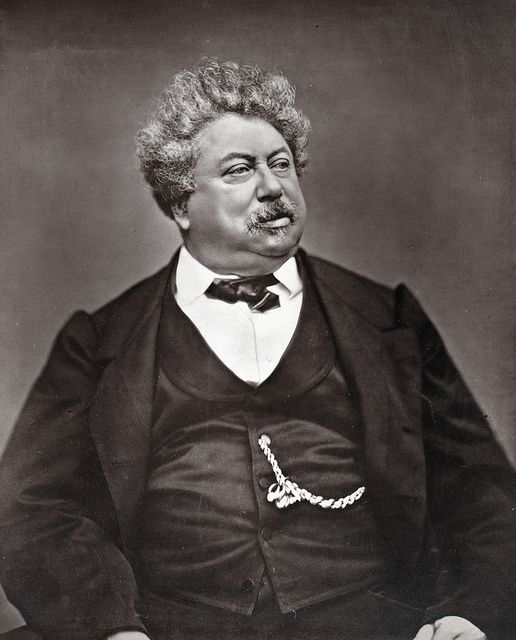
الکساندر دوما
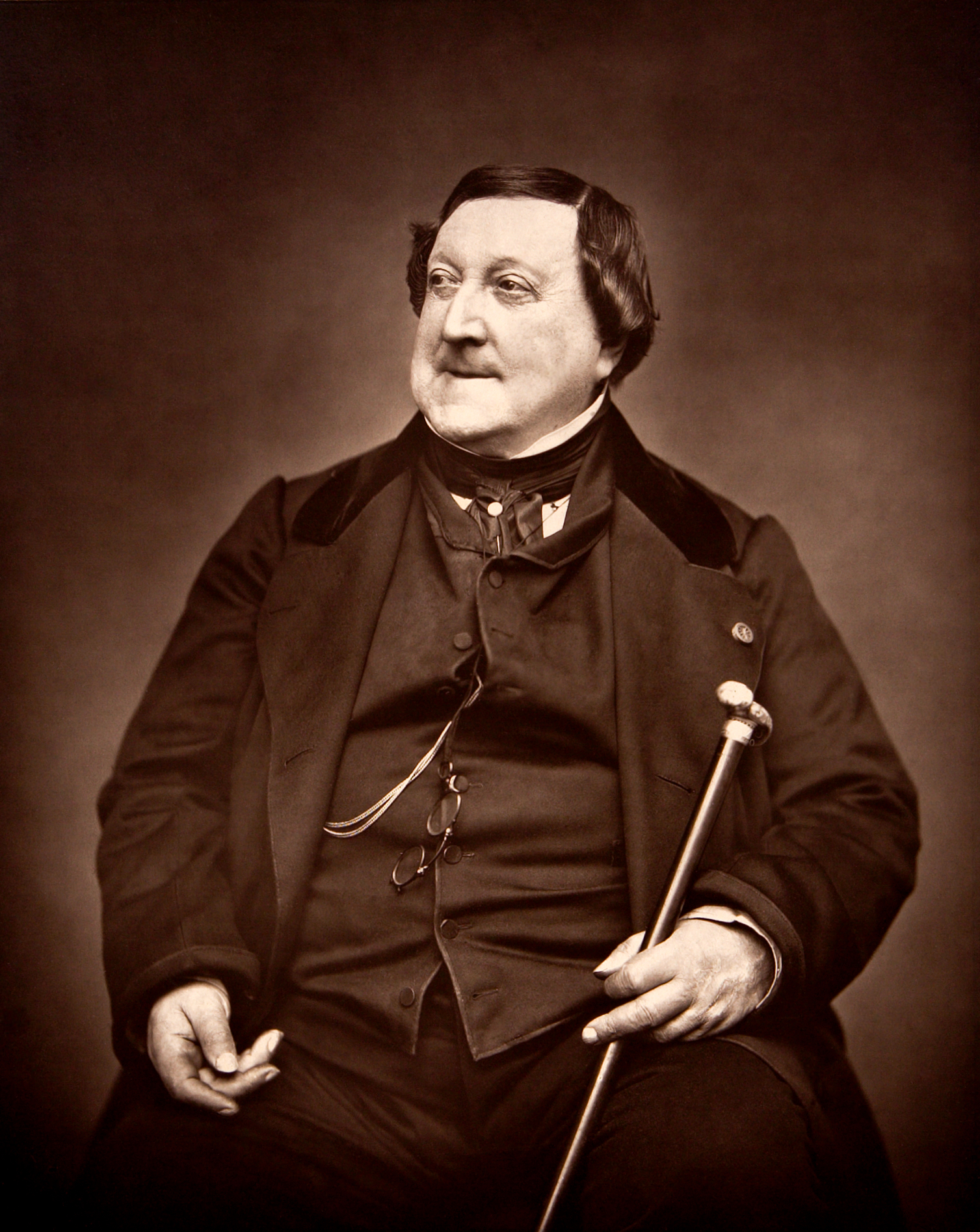
جواکینو روسینی
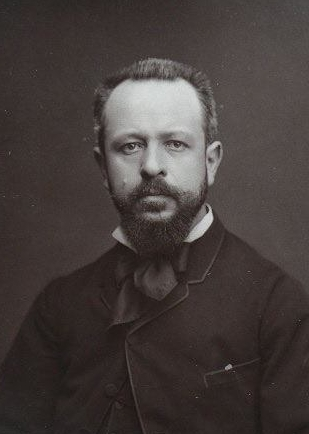
لئون باریو
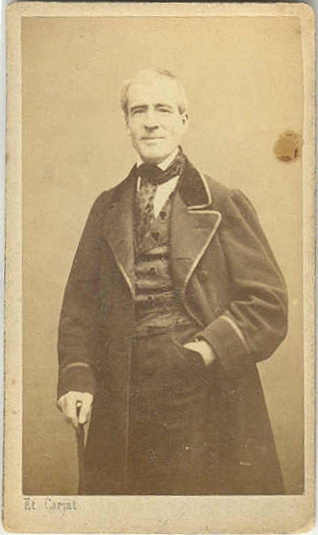
موسیو دولاپورت
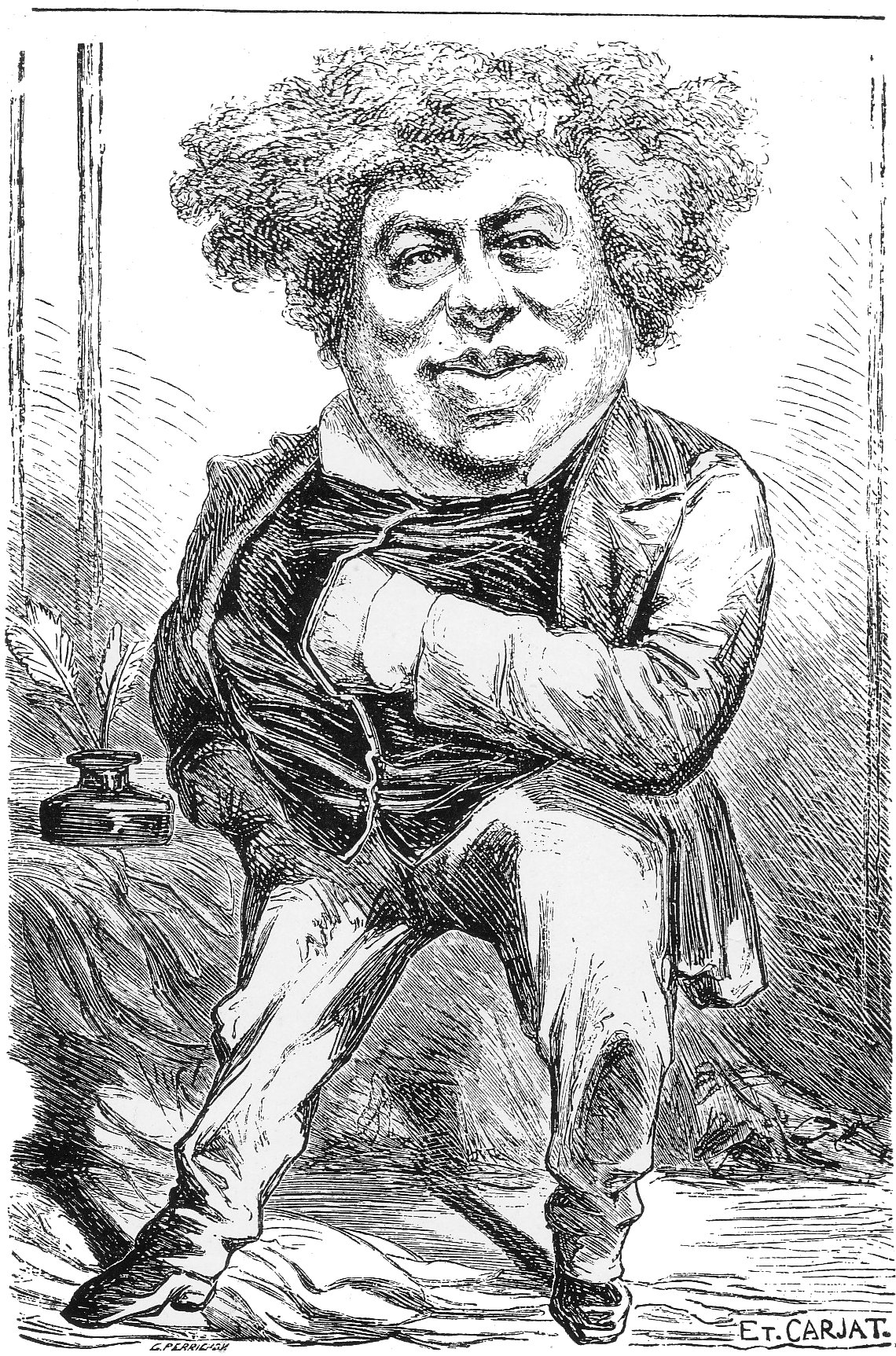
الکساندر دوما
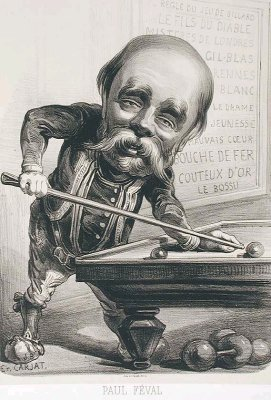
پل فوآل
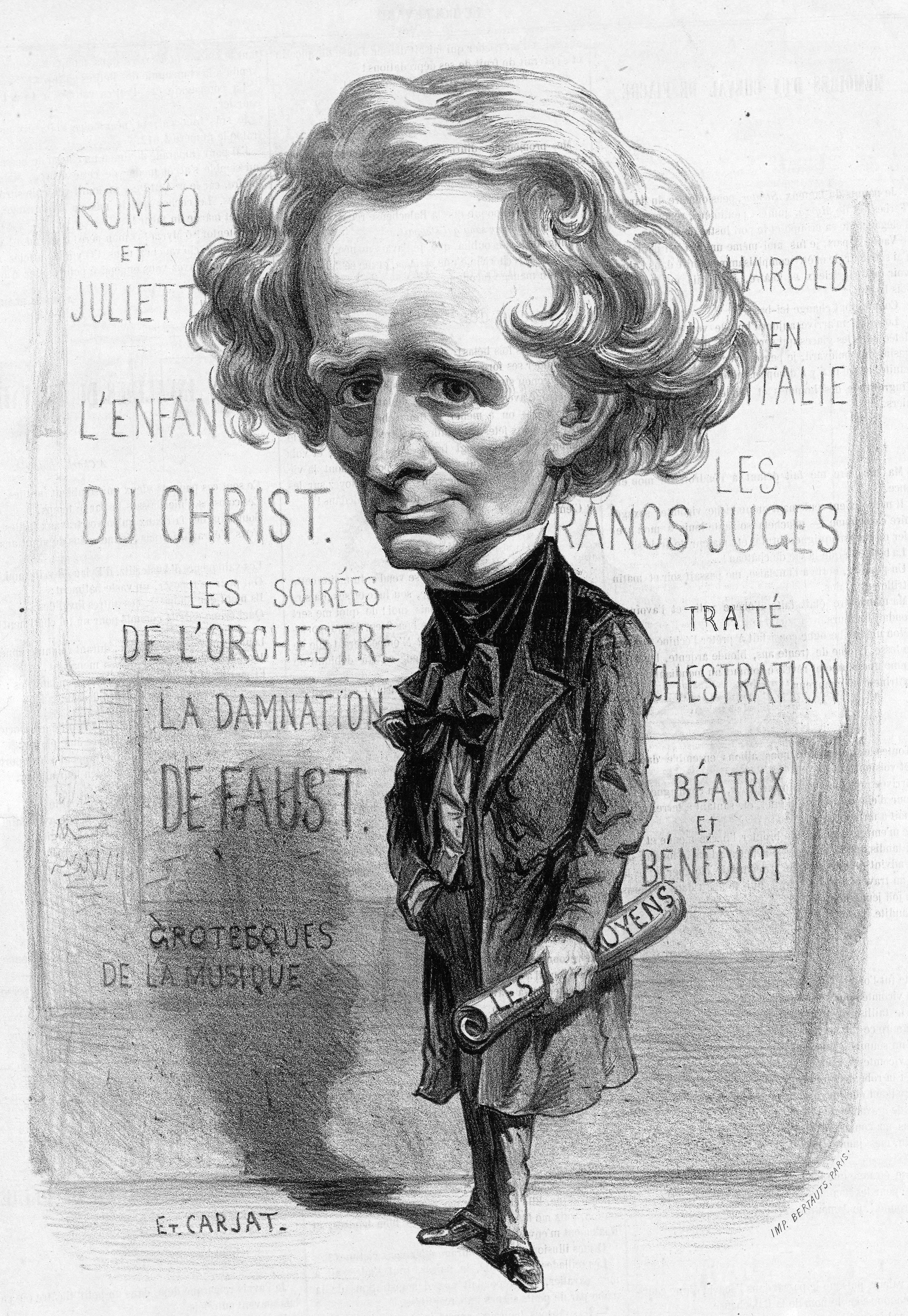
هکتور برلیوز
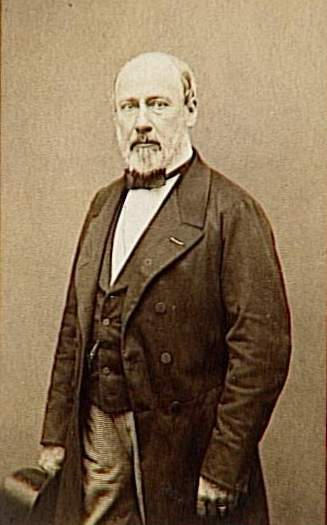
ویلیام وایلد